# Jökellopp

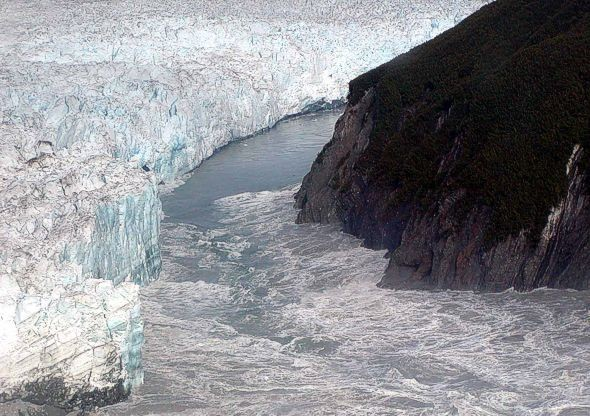
Brott i Hubbard Glacier skapar ett stort vattenflöde.

Jökellopp, isländska Jökulhlaup, är väldiga vattenflöden på bland annat  Island, orsakade av vulkanutbrott under glaciärer eller avtappning av subglaciala sjöar eller issjöar. Issjöar är sjöar som däms upp av is, och om tillräckligt mycket vatten samlas i dem kan de få isen att flyta, vilket skapar stora vattenflöden under isen.  De kan utgöra en fara för människor och infrastruktur.

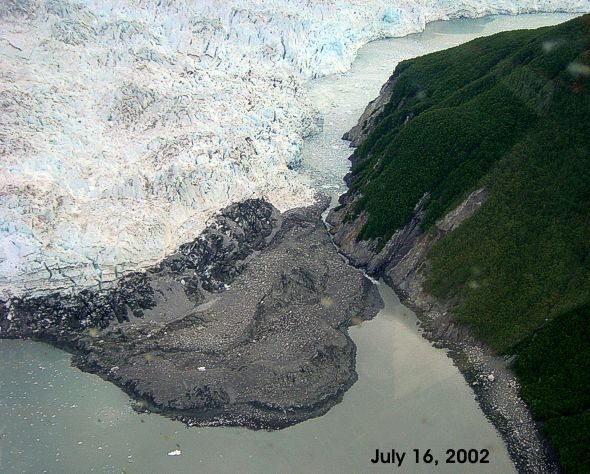
Den innestängda sjön en månad tidigare, före samma jökellopp

## Uppkomst

### Subglacial vattengenerering
Subglacialt smältvatten kan produceras på glaciärens yta (supraglacialt), under glaciären (basalt) eller på båda platserna. Ablation (ytsmältning) tenderar att resultera i sammanslagning av ytan. Basal smältning är ett resultat av geotermiskt värmeflöde upp ur jorden, som varierar med platsen, samt från friktionsuppvärmning, som är ett resultat av att isen rör sig över ytan under den. I analyser från 1997 drogs slutsatsen att, baserat på basala smältvattenproduktionshastigheter, var den årliga produktionen av subglacialt vatten från ett typiskt avrinningsområde för nordvästra Tyskland 642×106 m3 under den senaste istiden.

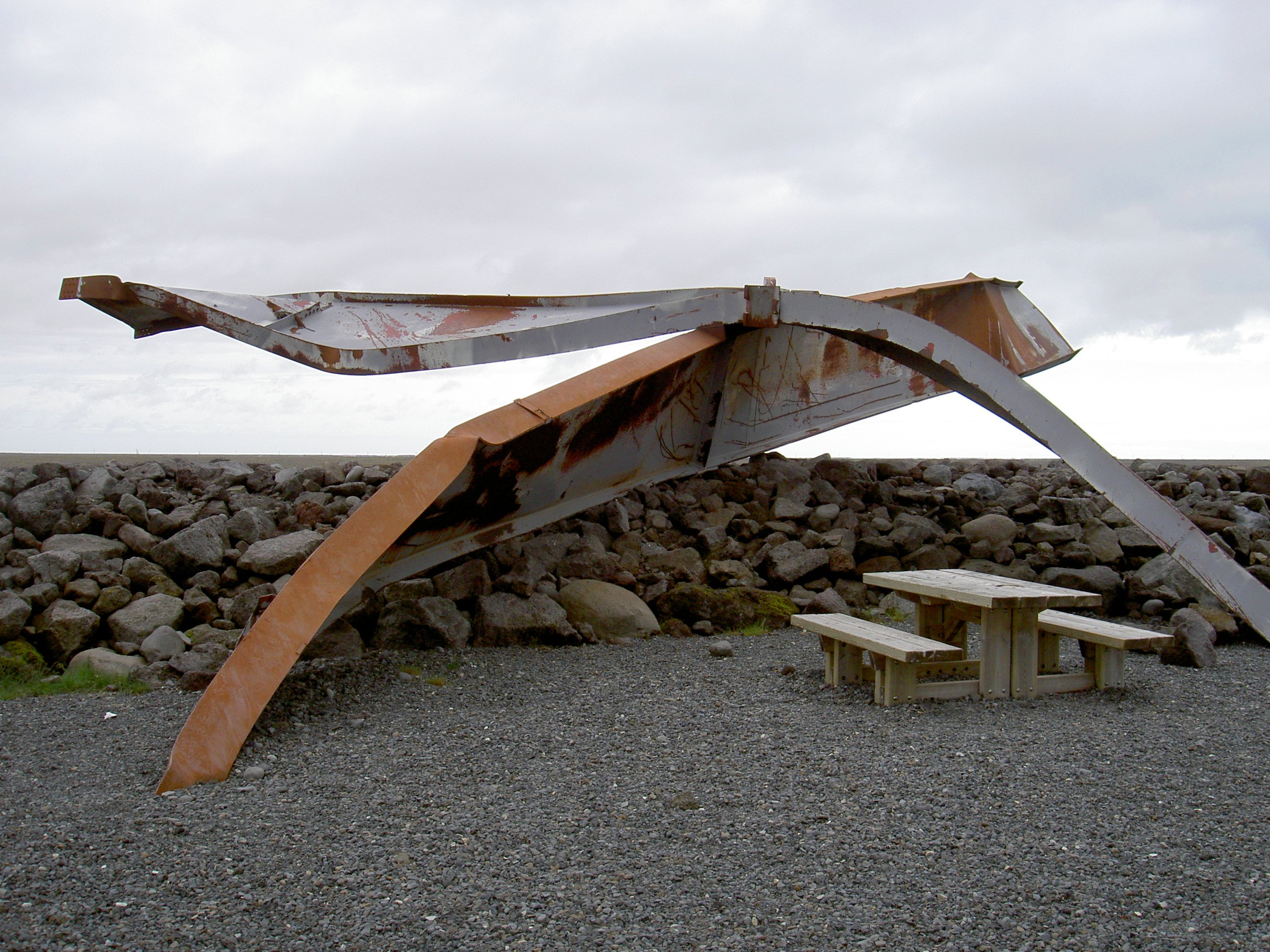
En tidigare bro vid Skaftafell, Island, förstörd av jökelloppet i samband med en eruption vid Grímsvötn 1996.

### Supraglacialt eller subglacialt vattenflöde
Smältvatten kan strömma antingen ovanför glaciären (supraglacialt), under glaciären (subglacialt/basalt) eller som grundvatten i en akvifär under glaciären som ett resultat av Markens vattengenomsläpplighet hos underjorden under glaciären. Om produktionshastigheten överstiger förlusthastigheten genom akvifären, kommer vatten att samlas i ytdammar eller subglaciala dammar eller sjöar.
Supraglacialt flöde liknar vattenflödet i alla ytmiljöer - vatten strömmar från högre områden till lägre områden under påverkan av gravitationen. Det basala flödet under glaciären uppvisar betydande skillnader. Under det basala flödet samlas vattnet, antingen producerat genom smältning vid basen eller dras nedåt från ytan av gravitationen, vid basen av glaciären i dammar och sjöar i en ficka som täcks av hundratals meter is. Om det inte finns någon väg för ytdränering kommer vatten från ytsmältning att strömma nedåt och samlas i sprickor i isen, medan vatten från basal smältning samlas under glaciären; båda källorna kan bilda en subglacial sjö. Trycket på det vatten som samlas upp i en basal sjö kommer att öka när vattnet rinner genom isen tills trycket blir tillräckligt högt för att antingen tvinga fram en väg genom isen eller för att det ska flyta ovanpå den.

## Exempel på jökellopp

### Island
- Mýrdalsjökull utsätts för stora jökellopp när den subglaciala vulkanen Katla får ett utbrott, ungefär vart 40:e till 80:e år. Utbrottet 1755 beräknas ha haft ett topputsläpp på 200 000 till 400 000 m3/s.

- Vulkanen Grímsvötn orsakar ofta stora jökellopp från Vatnajökull. Gjálps utbrott 1996 skickade smältvatten söderut in i Grímsvötn, vilket orsakade ett jökellopp med ett toppflöde på 500 000 m3/s som varade i flera dagar. Detta är det största jökelloppet i Grímsvötn som någonsin registrerats.

- Vulkanen Eyjafjallajökull kan orsaka jökellopp. Utbrottet 2010 orsakade ett jökellopp med ett toppflöde på cirka 2 000 till 3 000 m3/s.[6][7]

- Verk på Island har kategoriserat jökellopp efter ursprung och storlek. Ursprungskategorierna är: [8]:2[9]

- Från en subglacial sjö när en utloppsglaciär stänger av en isfri sidodal.
  - Grænalón var ett tidigare exempel på en sådan sjö.

- Från en supraglacial sjö som bildats genom ansamling av smältvatten i en fördjupning på glaciärens yta. Sådana jökellopp brukar vara små på Island

- Från en subglacial sjö.
  - De har en tendens att bildas av geotermisk aktivitet som finns i de östra och västra Skaftá-isgrytorna och Grímsvötn.

- Från ett vulkanutbrott under en glaciär (subglacialt utbrott).